# Leopold Bloom

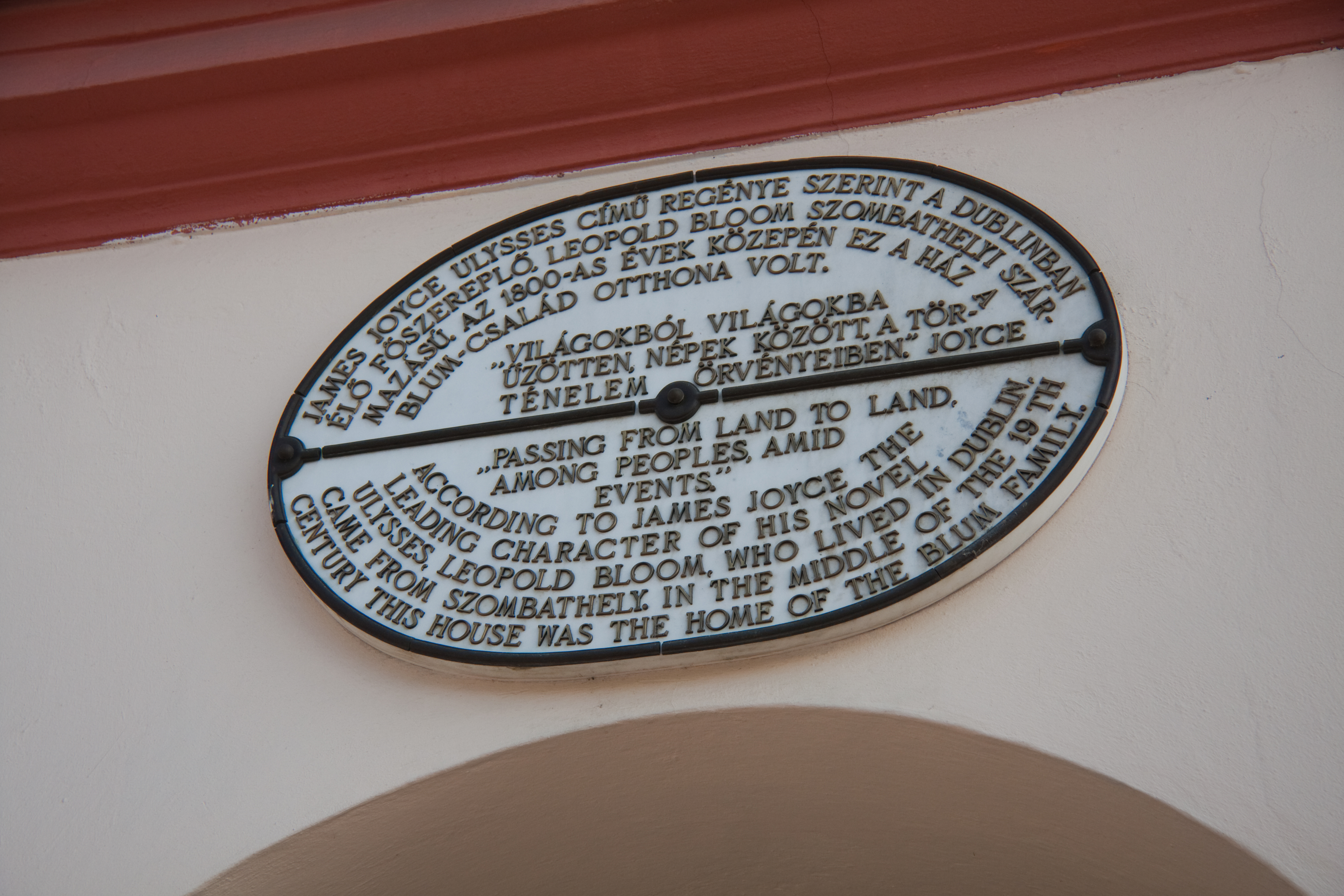
Eine Tafel an der Wand des Hauses in Szombathely, in dem Mitte des 19. Jahrhunderts eine Familie Blum lebte

Leopold Bloom (alias Leopold Virág (ung. virág bedeutet „Blume“)) ist eine fiktive Figur im Roman Ulysses von James Joyce.
Obwohl er die Hauptfigur des Romans ist, wird er erst im vierten Kapitel (Kalypso) eingeführt. Bloom ist als „moderner Held“ als Kontrast zu dem homerischen Helden Odysseus zu verstehen. Er hat die Rolle eines Außenseiters, die sich vor allem darin spiegelt, dass er als Jude im katholischen Dublin lebt und dort einem antisemitischen Klima ausgeliefert ist. In dem Roman, der am 16. Juni 1904 spielt, wird die Wanderung des Leopold Bloom durch Dublin geschildert. Er wird dem Leser als Annoncenakquisiteur präsentiert, dabei ist er jedoch wenig erfolgreich. 
Zudem ist ihm den ganzen Tag bewusst, dass seine Frau Molly eine Affäre mit dem attraktiven Blazes Boylan hat. Auch der Tod seines Sohns Rudy, der vor elf Jahren im Alter von einigen Tagen verstorben ist, bedrückt ihn. Im Laufe des Romans nimmt Bloom eine vaterähnliche Rolle für Stephen Dedalus an.

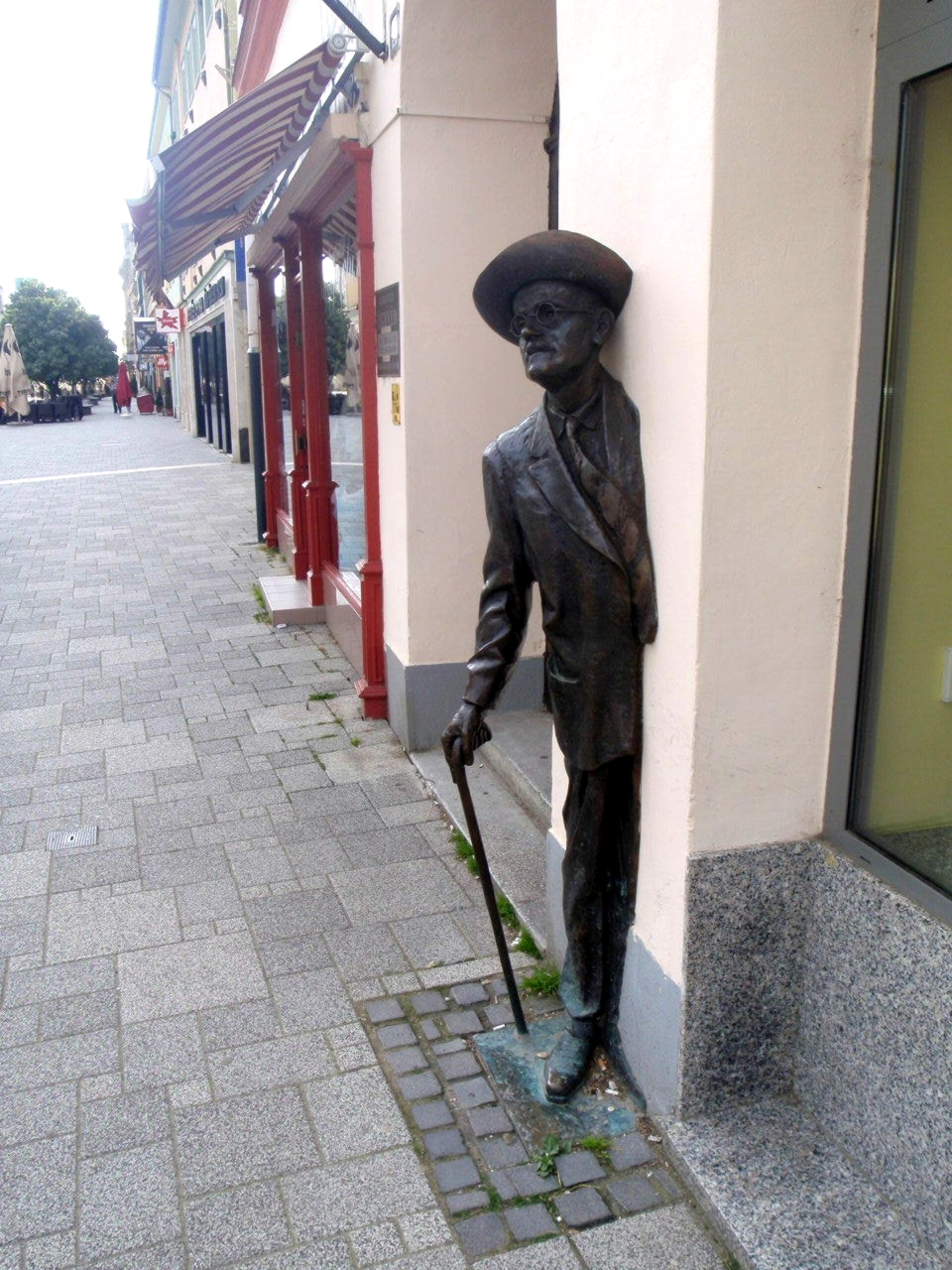
Statue von James Joyce in Szombathely

Der Bloomsday, der jedes Jahr am 16. Juni in Dublin und anderswo gefeiert wird, soll an die „Wanderung“ Blooms durch die Stadt erinnern. Joyce lässt den Vater Blooms (Rudolf Virág) aus dem westungarischen Szombathely abstammen und sich erst nach Station in Wien und Triest in Dublin niederlassen. Dieser Ehrung zufolge ließ die Stadt Szombathely eine Statue von James Joyce auf dem Hauptplatz im Zentrum aufstellen. Der Bloomsday wird im kulturellen Programm von Szombathely jährlich gefeiert.

## Fiktive Biographie
Bloom wurde 1866 als einziger Sohn von Rudolf Virág (einem ungarischen Juden aus Szombathely, der nach Irland emigrierte, vom Judentum zum Protestantismus konvertierte und sich später das Leben nahm) und Ellen, einer protestantischen Irin, geboren. Er wurde für seine Molly katholisch, und sie heirateten am 8. Oktober 1888. Sie haben eine Tochter, Millicent (Milly), die 1889 geboren wurde; ihr Sohn Rudolf (Rudy), im Dezember 1893 geboren, starb nach elf Tagen. Die Familie lebt in der Eccles Street Nr. 7 in Dublin.